# West Chester
West Chester település az Amerikai Egyesült Államok Pennsylvania államában, Chester megyében, melynek megyeszékhelye is. Lakosainak száma 18 671 fő (2020. április 1.).

## Népesség
A település népességének változása:

| 2010 | 18 461 |
| 2020 | 18 671 |